# Stația de metrou Opera (Budapesta)
Opera este o stație de metrou situată pe magistrala M1 (Millennium) din Budapesta. Aceasta a fost deschisă în anul 1896, interioarele sale fiind construite în stil Belle Époque, ca și celelalte stații ale acestei linii. Stația este situată pe teritoriul sectorului VI (Terézváros), în apropriere de Opera de Stat din Budapesta. Se află la o adâncime de aproximativ 3 metri sub nivelul solului.

## Timpi de parcurs
| Linia | Stația          | Timpul de parcurs |
| M1    | Vörösmarty tér  | 4 min             |
| M1    | Deák Ferenc tér | 3 min             |
| M1    | Mexikói út      | 7 min             |